# Austin Daye
Austin Darren Daye (nascut el 5 de juny de 1988 a Irvine, Califòrnia) és un jugador de bàsquet estatunidenc. Amb 2,11 metres d'alçada, juga en la posició d'aler. És fill de l'exjugador de l'NBA i de diversos equips a Europa Darren Daye.

## Trajectòria esportiva

### Universitat
Va jugar durant dues temporades amb els Bulldogs de la Universitat Gonzaga, en els quals va fer una mitjana de 11,6 punts i 5,8 rebots per partit. El seu debut en la competició escolar no va poder ser més prometedor, assolint 20 punts i 10 rebots contra els Montana Grizzlies, sortint des de la banqueta i després d'haver fallat els seus dos primers llançaments a cistella. Va aconseguir 54 taps al llarg de la temporada, la quarta millor marca individual de la història de Gonzaga. Va ser triat en el millor quintet de novells de la West Coast Conference.
En la seva segona temporada va tornar a tenir un gran inici, amb 15 punts i 12 rebots aconseguits davant Montana State. El seu rècord d'anotació el va aconseguir davant Santa Clara, aconseguint 28 punts. Al final de la temporada, es va declarar elegible pel draft de l'NBA.

### Estadístiques
| Temporada | Equip            |    | PTES | REB | AST | ROB | TAP | %TC  | %3   | %TL  | MIN  | PER |
| --------- | ---------------- | -- | ---- | --- | --- | --- | --- | ---- | ---- | ---- | ---- | --- |
| 2007-08   | Gonzaga Bulldogs | 33 | 10.5 | 4.7 | 1.0 | 0.6 | 1.6 | .475 | .413 | .881 | 18.5 | 1.7 |
| 2008-09   | Gonzaga Bulldogs | 34 | 12.7 | 6.8 | 1.1 | 0.7 | 2.1 | .477 | .429 | .706 | 26.3 | 2.1 |
| Totals:   | Totals:          | 77 | 14.6 | 5.8 | 1.0 | 0.7 | 1.9 | .477 | .422 | .790 | 22.4 | 1.9 |

### Professional
Va ser triat en la quinzena posició del Draft de l'NBA del 2009 pels Detroit Pistons.
El 30 de gener de 2013, va ser enviat a Memphis en un traspàs a tres bandes entre Pistons, Raptors i Grizzlies que també va involucrar Rudy Gay, Hamed Haddadi, Tayshaun Prince, José Manuel Calderón i Ed Davis.
L'1 d'agost de 2013, Daye va signar amb els Toronto Raptors. El 20 de febrer de 2014, va ser traspassat als Sant Antonio Spurs a canvi de Nando de Colo. El 15 de març de 2014, va ser assignat als Austin Toros de la Lliga de desenvolupament de l'NBA, però va ser rescatat l'endemà. El 15 de juny de 2014, Daye va guanyar el seu primer anell de l'NBA després que els Spurs derrotessin els Miami Heat 4 partits a 1 en les Finals de l'NBA del 2014.
Al setembre de 2015 va fitxar per una temporada amb els Cleveland Cavaliers.

## Estadístiques de la seva carrera a l'NBA

### Temporada regular
| Any     | Equip        | PJ  | PT | MPP  | %TC  | %3   | %TL   | RPP | APP | ROB | TPP | PPP |
| ------- | ------------ | --- | -- | ---- | ---- | ---- | ----- | --- | --- | --- | --- | --- |
| 2009-10 | Detroit      | 69  | 4  | 13.3 | .464 | .305 | .821  | 2.5 | .5  | .4  | .4  | 5.1 |
| 2010-11 | Detroit      | 72  | 16 | 20.1 | .410 | .401 | .759  | 3.8 | 1.1 | .5  | .5  | 7.5 |
| 2011-12 | Detroit      | 41  | 4  | 14.7 | .322 | .210 | .814  | 2.2 | .8  | .5  | .5  | 4.7 |
| 2012-13 | Detroit      | 24  | 0  | 14.5 | .443 | .525 | .833  | 2.6 | .9  | .2  | .3  | 5.1 |
| 2012-13 | Memphis      | 31  | 0  | 10.6 | .423 | .345 | .688  | 1.9 | .7  | .3  | .5  | 4.0 |
| 2013-14 | Toronto      | 8   | 0  | 4.1  | .231 | .000 | .667  | .9  | .3  | .0  | .0  | 1.0 |
| 2013-14 | Sant Antonio | 14  | 1  | 8.2  | .382 | .414 | .571  | 1.4 | .4  | .3  | .4  | 4.1 |
| 2014-15 | Sant Antonio | 26  | 4  | 10.3 | .348 | .333 | 1.000 | 2.3 | .3  | .3  | .1  | 4.0 |
| 2014-15 | Atlanta      | 8   | 0  | 9.5  | .385 | .357 | .500  | 1.8 | 1.0 | .5  | .3  | 3.3 |
| Total   | Total        | 293 | 29 | 14.1 | .402 | .351 | .778  | 2.6 | .7  | .4  | .4  | 5.2 |

### Playoffs
| Any   | Equip        | PJ | PT | MPP | %TC  | %3   | %TL   | RPP | APP | ROB | TPP | PPP |
| ----- | ------------ | -- | -- | --- | ---- | ---- | ----- | --- | --- | --- | --- | --- |
| 2013  | Memphis      | 4  | 0  | 5.0 | .375 | .000 | 1.000 | .3  | .0  | .0  | .3  | 1.8 |
| 2014  | Sant Antonio | 1  | 0  | 6.0 | .000 | .000 | .000  | 1.0 | .0  | .0  | .0  | .0  |
| Total | Total        | 5  | 0  | 5.2 | .300 | .000 | 1.000 | .4  | .0  | .0  | .2  | 1.4 |